# Stereotomy
Stereotomy è il nono album in studio del gruppo progressive rock britannico The Alan Parsons Project, fondato da Alan Parsons ed Eric Woolfson, pubblicato nel gennaio 1986 dalla Arista Records.

## Descrizione

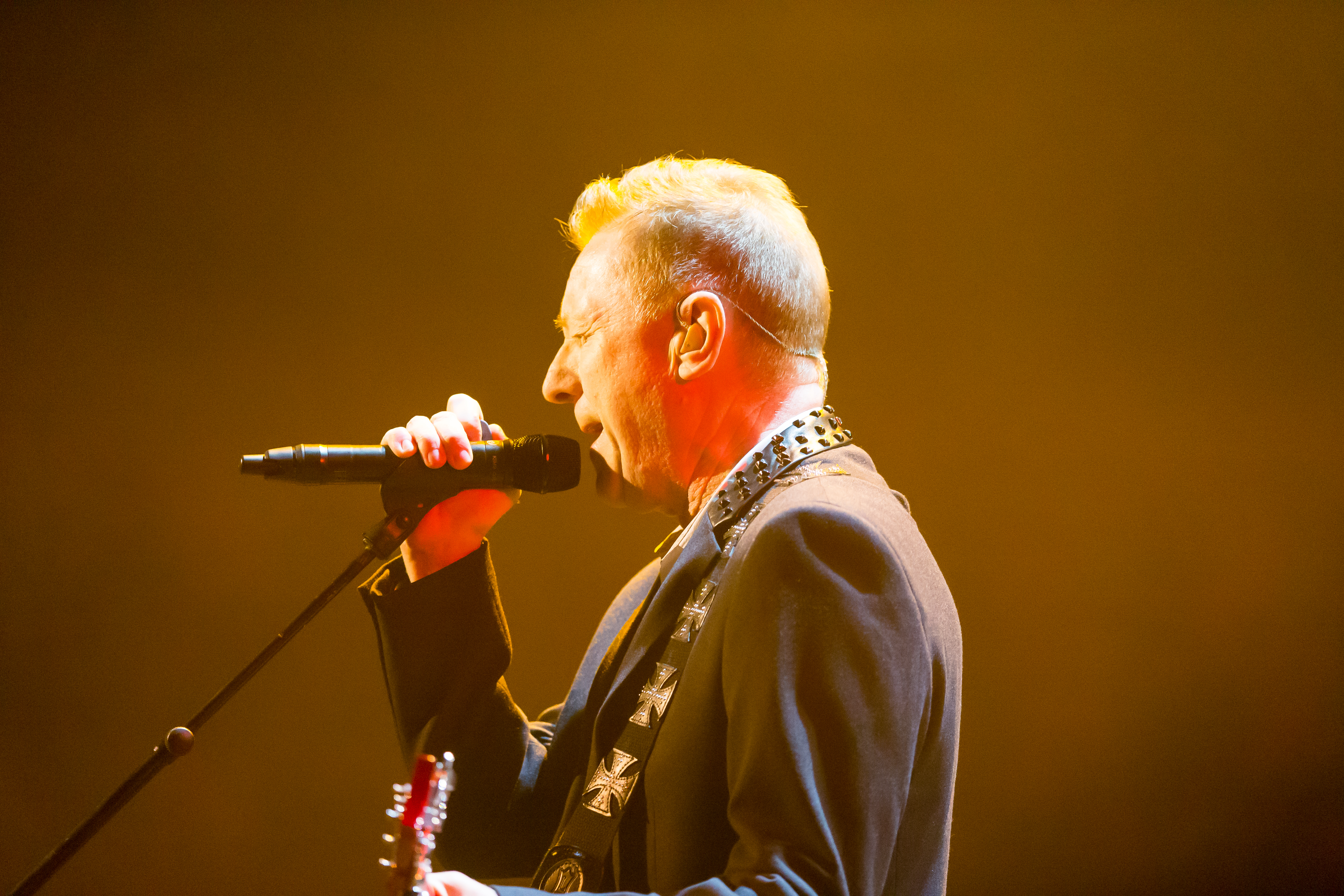
John Miles nel 2016. Session man del Project dal 1976, in Stereotomy canta i brani Stereotomy, In The Real World e Stereotomy Two.

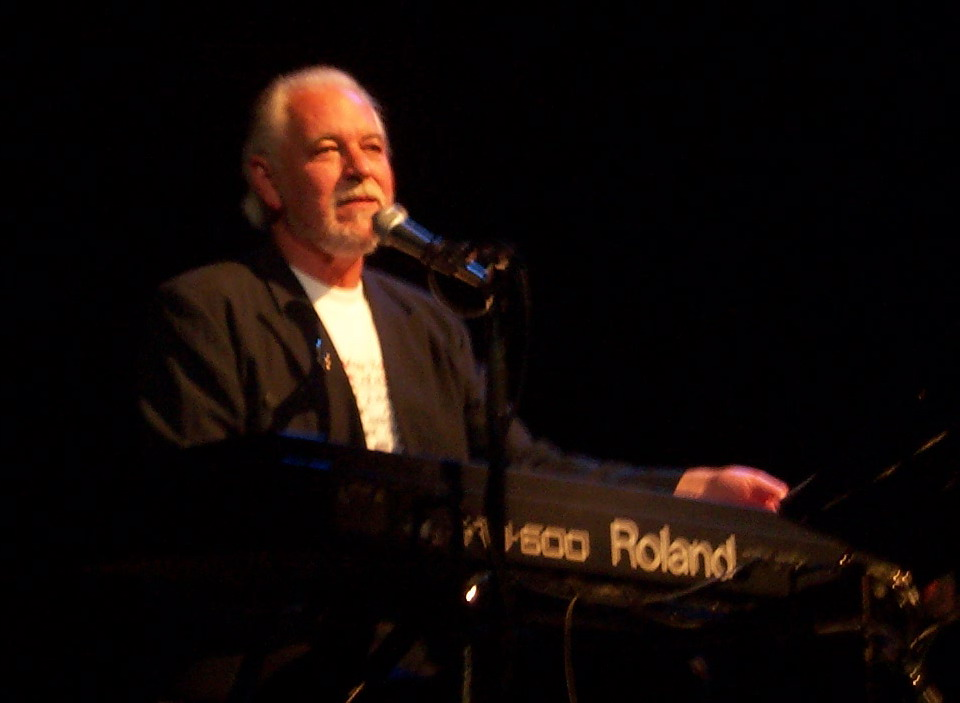
Gary Brooker nel 2002. Session man del Project solo in Stereotomy, è la voce del famoso brano Limelight.

Parsons e Woolfson registrano l'album Stereotomy dall'ottobre del 1984 all'agosto del 1985 presso i Mayfair Studios a Londra per poi pubblicarlo nel gennaio del 1986; solo in poche nazioni si decise si metterlo in vendita prima del Natale del 1985. Il nome del disco viene suggerito ad Eric Woolfson dal racconto di Edgar Allan Poe I delitti della Rue Morgue, in cui la parola stereotomy fornisce al protagonista l'indizio per venire a capo di un mistero. Il termine stereotomia, di etimologia greca, si riferisce alla tecnica utilizzata dagli scalpellini per tagliare blocchi di grande formato in volumi più piccoli.

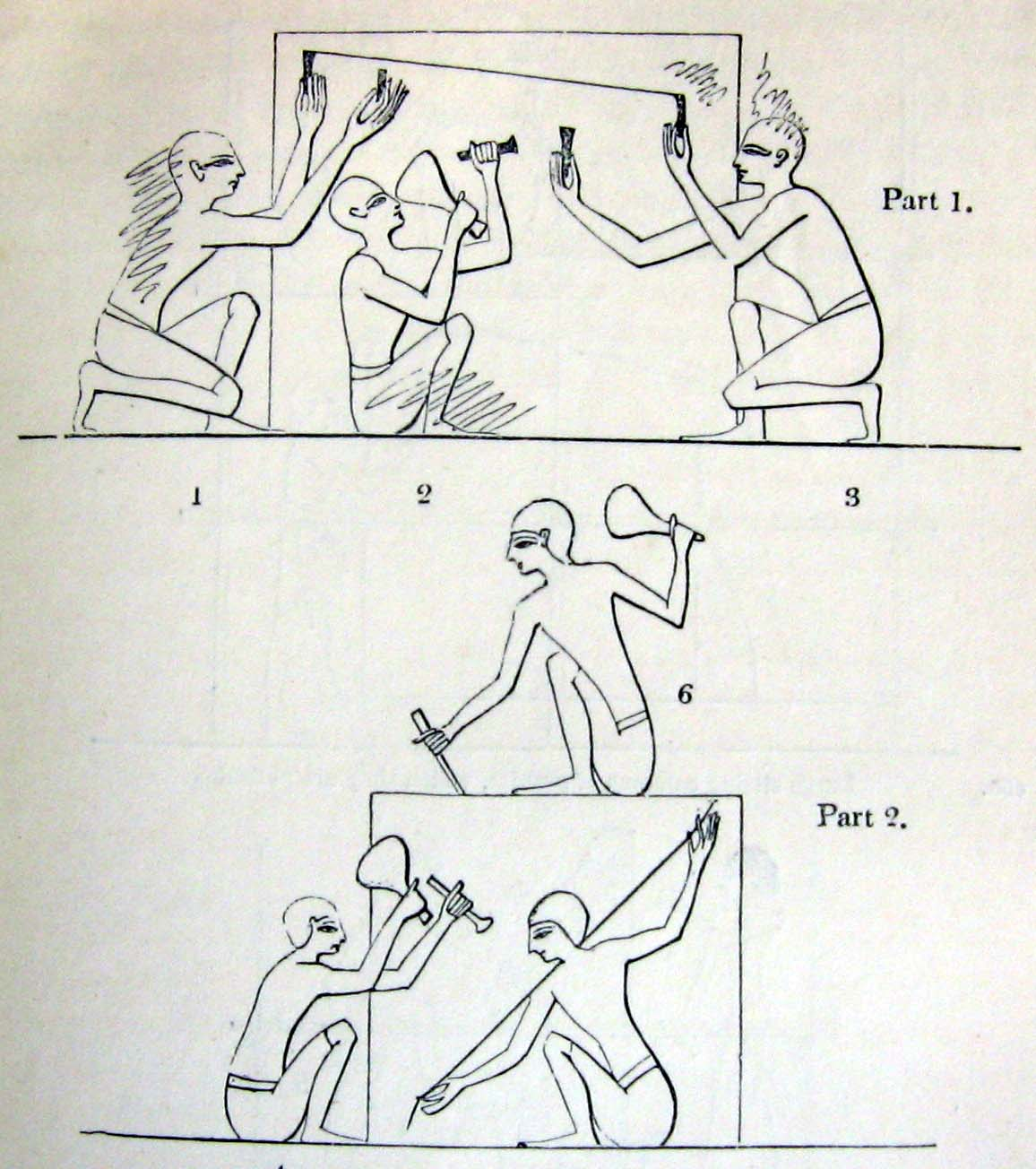
Tecniche di stereotomia in un rilievo di una rappresentazione pittorica dell'antico Egitto.

Anche questo album, come tutti i precedenti, viene strutturato come un concept album la cui trama però è molto più difficile da percepire, e si riferisce ai fattori che influiscono, nel bene e nel male, sulla vita degli uomini, alcol, sesso, fama e voglia di raggiungere gli obiettivi a tutti i costi. Come cantanti vengono scritturati John Miles, che aveva cantato l'ultima volta per il Project nell'album Pyramid del 1978, Chris Rainbow, presenza fissa nel team del Project dall'album Eve del 1979, e le new entry Gary Brooker, Steve Dye e Graham Dye. Gary Brooker limiterà a Stereotomy la sua collaborazione con il Project ma lasciando profondamente il segno cantando il brano Limelight, che dopo Eye in the Sky è la canzone più famosa del The Alan Parsons Project.
Stereotomy è sicuramente l'album più rock del Project e Parsons per la prima volta realizza un album completamente in digitale.
L'album ottiene un buon risultato, ma non riesce a ripetere i successi degli altri album nelle classifiche di vendita, quale miglior posizionamento raggiunge il quinto posto in Spagna.
Ai Grammy Awards 1986 Parsons riceve due nomination, una per il brano strumentale Where's The Walrus? inserito nella categoria Best Rock Instrumental Performance (Orchestra, Group or Soloist), ed una seconda per la copertina dell'album nella categoria Best Album Package. Nessuna delle due nomination raggiunge l'obiettivo.

## Copertina e grafica
La grafica dell'album viene curata da Colin Chamber e Andrew Ellis, facenti parte del team di Storm Thorgerson, e la ricerca di qualcosa di sbalorditivo porterà alla nomination al Grammy per la miglior custodia. La copertina viene stampata a due colori, blu e rosso, ed inserita in una busta trasparente da un lato blu e dall'altro rossa, a seconda di come viene inserita la busta cambiano le scritte leggibili e l'immagine. Le immagini sono simili ai disegni di Rorschach caratterizzati da macchie di inchiostro riprodotte a specchio ed unite che vanno a formare un'immagine che l'osservatore deve dichiarare cosa gli sembra rappresenti. Nel caso dell'album Stereotomy viene scelta l'immagine che, a seconda di quale lato della busta trasparente viene utilizzato come filtro, per la maggioranza dei fan rappresenta un gorilla o un teschio di toro. L'idea del tipo di copertina è di Alan Parsons che fa rappresentare i bordi delle immagini non lineari come in una reale macchia d'inchiostro, ma scanalati per rappresentare il passaggio dall'analogico al digitale. La grafica costosissima viene limitata alla prima edizione in vinile, mentre per le edizioni successive e per le musicassette e CD verrà rappresentata solo l'immagine del cosiddetto teschio di toro. L'effetto voluto da Parsons consiste nel portare l'acquirente ad effettuare una ricerca che gli farà scoprire l'immagine del gorilla, che è la stessa soluzione a cui perviene il protagonista del racconto I delitti della Rue Morgue di Edgar Allan Poe.

## Tracce
Stereotomy - Album originale (1986)
Testi e musiche di Eric Woolfson e Alan Parsons; edizioni musicali Arista Records.
1. Stereotomy – 7:15 – Voce: John Miles • Sintetizzatore Yamaha DX7 Rhodes, voci aggiuntive e voci di scienziato: Eric Woolfson • Cori: Chris Rainbow • Sintetizzatore e sequencer: Richard (Trix) Cottle • Chitarre, guitar synth e industrial FX: Ian Bairnson • Basso e industrial FX: David Paton • Batteria e percussioni: Stuart Elliott • Orchestra: The Philharmonic Orchestra, arrangiata e diretta da Andrew Powell • Voci di scienziato: Alan Parsons, Tony Richards e Noel Rafferty
2. Beaujolais – 4:27 – Voce: Chris Rainbow • Tastiere: Richard (Trix) Cottle • Chitarre e guitar synth: Ian Bairnson • Basso: David Paton • Batteria e percussioni: Stuart Elliott • Party FX: The Maifair Studio Gang
3. Urbania (Strumentale) – 4:34 – Sequenze al sintetizzatore e traffic FX: Alan Parsons • Sintetizzatore e sassofono: Richard (Trix) Cottle • Chitarre: Ian Bairnson • Basso: David Paton • Batteria e percussioni: Stuart Elliott • Traffic FX: Tony Richards
4. Limelight – 4:39 – Voce: Gary Brooker • Sintetizzatore: Richard (Trix) Cottle • Sintetizzatore Yamaha DX7 Rhodes: Eric Woolfson • Chitarre e basso elettrico: Ian Bairnson • Basso: David Paton • Batteria e percussioni: Stuart Elliott • Cori: Chris Rainbow
5. In The Real World – 4:17 – Voce: John Miles • Sintetizzatore: Richard (Trix) Cottle • Chitarre: Ian Bairnson • Basso: David Paton • Batteria e percussioni: Stuart Elliott
6. Where's The Walrus? (Strumentale) – 7:34 – Emulator: Alan Parsons • Sintetizzatore, sassofono e sequencer: Richard (Trix) Cottle • Chitarre: Ian Bairnson • Basso: David Paton • Batteria e percussioni: Stuart Elliott • Vocal FX: Chris Rainbow • Orchestra: The Philharmonic Orchestra, arrangiata e diretta da Andrew Powell
7. Light Of The World – 6:22 – Voce e cori: Graham Dye • Cori: Steve Dye e Chris Rainbow • Pianoforte: Eric Woolfson • Sintetizzatore: Richard (Trix) Cottle • Chitarre: Ian Bairnson • Basso: David Paton • Batteria e percussioni: Stuart Elliott • Orchestra: The Philharmonic Orchestra, arrangiata e diretta da Andrew Powell
8. Chinese Whispers (Strumentale) – 1:02 –  Voci: Sally e Lorna Woolfson • Chitarra acustica elaborata: Ian Bairnson • Sintetizzatore: Richard (Trix) Cottle • Basso: David Paton
9. Stereotomy Two – 1:18 – Voce: John Miles • Sintetizzatore: Richard (Trix) Cottle • Sintetizzatore Yamaha DX7 Rhodes: Eric Woolfson • Sintetizzatore per chitarra stepp: Ian Bairnson • Basso: David Paton • Batteria e percussioni: Stuart Elliott • Orchestra: The Philharmonic Orchestra, arrangiata e diretta da Andrew Powell

Durata totale: 41:28
Stereotomy - Extended Edition (2008)
Testi e musiche di Eric Woolfson e Alan Parsons; edizioni musicali Sony BMG, Legacy, Arista Records.
1. Stereotomy – 7:17 – Voce: John Miles • Sintetizzatore Yamaha DX7 Rhodes, voci aggiuntive e voci di scienziato: Eric Woolfson • Cori: Chris Rainbow • Sintetizzatore e sequencer: Richard (Trix) Cottle • Chitarre, guitar synth e industrial FX: Ian Bairnson • Basso e industrial FX: David Paton • Batteria e percussioni: Stuart Elliott • Orchestra: The Philharmonic Orchestra, arrangiata e diretta da Andrew Powell • Voci di scienziato: Alan Parsons, Tony Richards e Noel Rafferty
2. Beaujolais – 4:27 – Voce: Chris Rainbow • Tastiere: Richard (Trix) Cottle • Chitarre e guitar synth: Ian Bairnson • Basso: David Paton • Batteria e percussioni: Stuart Elliott • Party FX: The Maifair Studio Gang
3. Urbania (Strumentale) – 4:59 – Sequenze al sintetizzatore e traffic FX Alan Parsons • Sintetizzatore e sassofono: Richard (Trix) Cottle • Chitarre: Ian Bairnson • Basso: David Paton • Batteria e percussioni: Stuart Elliott • Traffic FX: Tony Richards
4. Limelight – 4:38 – Voce: Gary Brooker • Sintetizzatore: Richard (Trix) Cottle • Sintetizzatore Yamaha DX7 Rhodes: Eric Woolfson • Chitarre e basso elettrico: Ian Bairnson • Basso: David Paton • Batteria e percussioni: Stuart Elliott • Cori: Chris Rainbow
5. In The Real World – 4:21 – Voce: John Miles • Sintetizzatore: Richard (Trix) Cottle • Chitarre: Ian Bairnson • Basso: David Paton • Batteria e percussioni: Stuart Elliott
6. Where's The Walrus? (Strumentale) – 7:30 – Emulator: Alan Parsons • Sintetizzatore, sassofono e sequencer: Richard (Trix) Cottle • Chitarre: Ian Bairnson • Basso: David Paton • Batteria e percussioni: Stuart Elliott • Vocal FX: Chris Rainbow • Orchestra: The Philharmonic Orchestra, arrangiata e diretta da Andrew Powell
7. Light Of The World – 6:19 – Voce e cori: Graham Dye • Cori: Steve Dye e Chris Rainbow • Pianoforte: Eric Woolfson • Sintetizzatore: Richard (Trix) Cottle • Chitarre: Ian Bairnson • Basso: David Paton • Batteria e percussioni: Stuart Elliott • Orchestra: The Philharmonic Orchestra, arrangiata e diretta da Andrew Powell
8. Chinese Whispers (Strumentale) – 1:01 –  Voci: Sally e Lorna Woolfson • Chitarra acustica elaborata: Ian Bairnson • Sintetizzatore: Richard (Trix) Cottle • Basso: David Paton
9. Stereotomy Two – 1:23 – Voce: John Miles • Sintetizzatore: Richard (Trix) Cottle • Sintetizzatore Yamaha DX7 Rhodes: Eric Woolfson • Sintetizzatore per chitarra stepp: Ian Bairnson • Basso: David Paton • Batteria e percussioni: Stuart Elliott • Orchestra: The Philharmonic Orchestra, arrangiata e diretta da Andrew Powell
10. Light Of The World (backing track) – 6:14
11. Rumor Goin'Round (previouly unreleased demo) – 5:01
12. Stereotomy (Eric Woolfson guide vocal) – 6:37
13. Stereotomy (backing rough mix) – 1:23

Durata totale: 61:10

## Analisi

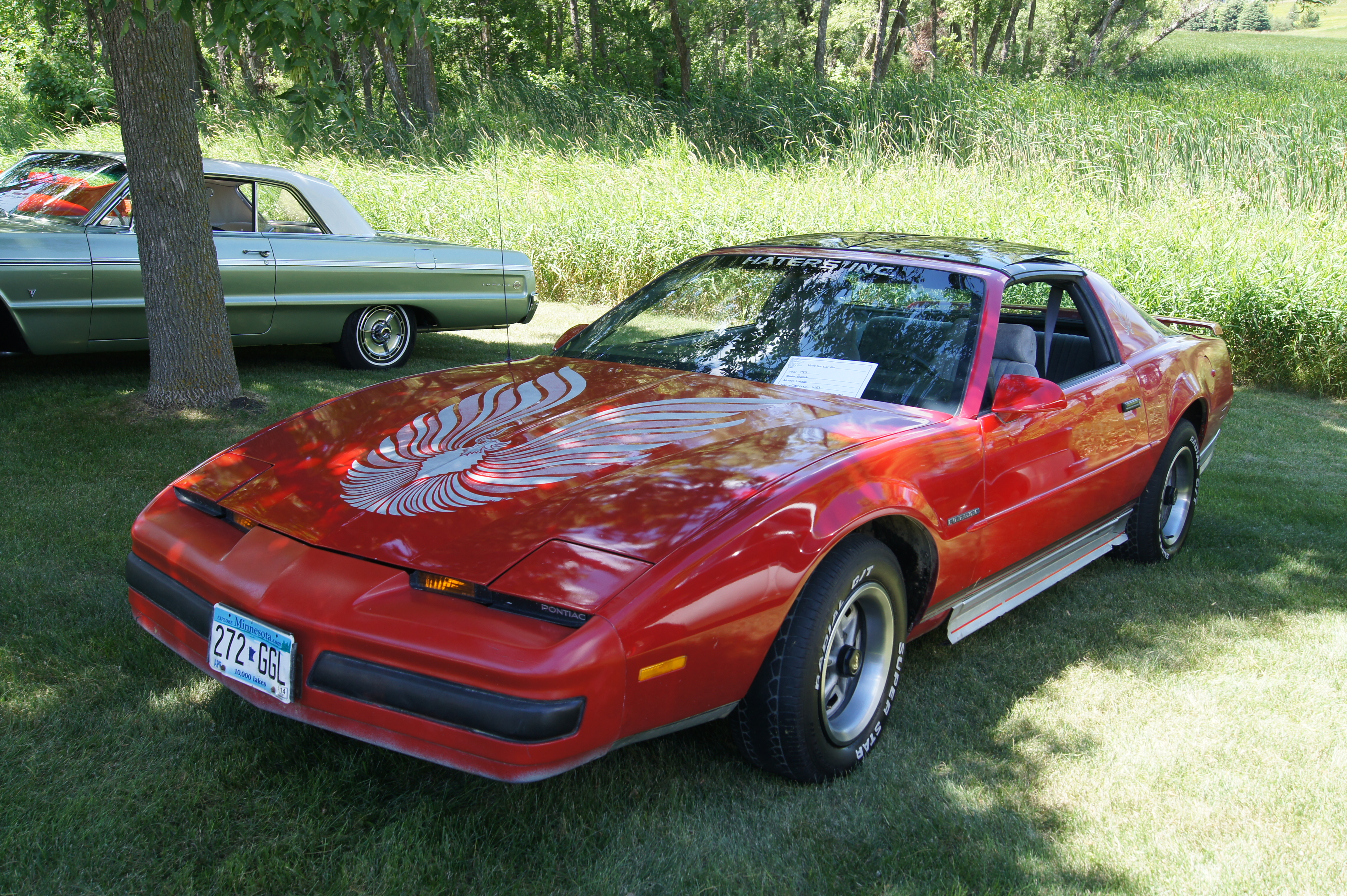
Una Pontiac Firebird Trans-Am simile a quella utilizzata per registrare gli effetti del brano Urbania.

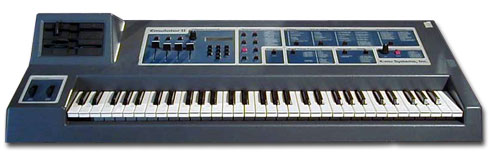
Un E-mu Emulator II, utilizzato da Alan Parsons nella strumentale Where's The Walrus?.

In Stereotomy non vi è la presenza di Woolfson come cantante(a parte il finale del primo brano) dopo quattro album consecutivi: The Turn of a Friendly Card del 1980, Eye in the Sky del 1982, Ammonia Avenue del 1984 e Vulture Culture del 1985.
StereotomyCantata da John Miles, che in totale nell'album presta la voce in tre brani, che aveva cominciato la sua carriera con il primo album del Project nel 1976 per poi proseguire una brillante carriera con la produzione di Alan Parsons. Per il singolo Stereotomy viene realizzato anche un videoclip con tecniche rivoluzionarie per l'epoca. Il brano termina con diverse voci sovrapposte che citano frasi tecnico scientifiche facendo assumere al brano un'aurea tecnologica. Per realizzare l'effetto finale furono raccolte diverse frasi da riviste tecniche e furono lette all'unisono da tutti i membri del gruppo.

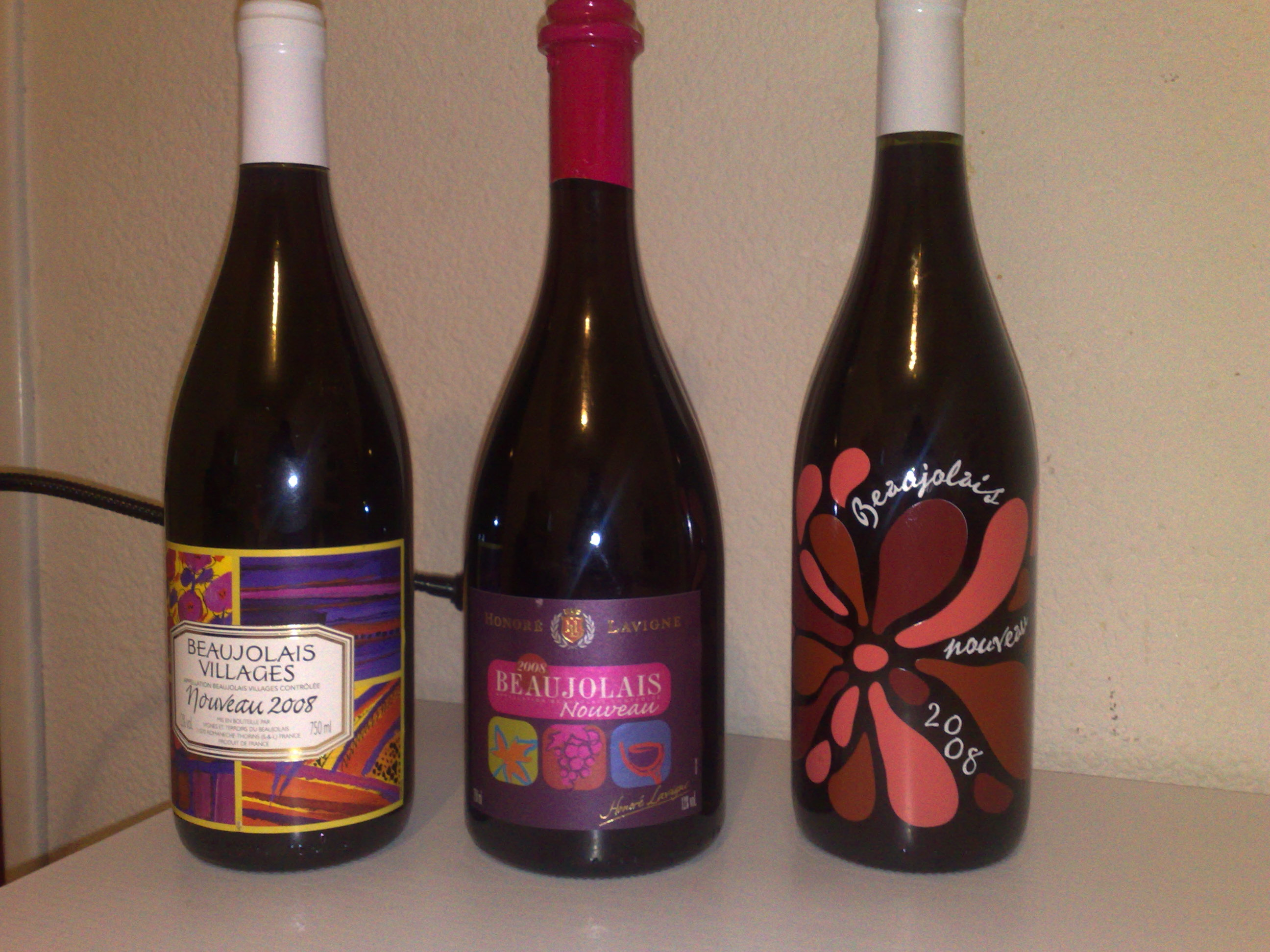
Bottiglie di Beaujolais nouveau, vino francese che ha ispirato il titolo del brano Beaujolais.

BeaujolaisIl brano prende il nome da un famoso vino francese ed è cantato da Chris Rainbow, il testo tratta di una persona alle prese con le problematiche da abuso di sostanze alcoliche. A circa metà del brano si possono sentire, perfettamente in tema con il testo del brano, delle persone che festeggiano. Parsons e Woolfson registrarono dal vivo una festa improvvisata portando nello studio delle bottiglie di Beaujolais nouveau, trombette e fischietti e coinvolgendo oltre alla band tutto lo staff dello studio di registrazione.
UrbaniaTutti gli effetti sonori all'inizio della strumentale sono stati registrati con l'auto personale di Alan Parsons, una Pontiac Firebird Trans-Am, autovettura che Parsons si era fatto spedire dagli USA e che prima di essere acquistata era stata utilizzata come safety car. Nella strumentale Ian Bairnson suona le sue chitarre imitando lo stile di David Gilmour dei Pink Floyd, con profusione di riverberi e suoni saturi.
LimelightIl brano Limelight racconta del declino di un artista musicale, cantato da Gary Brooker storico membro del gruppo rock Procol Harum, verrà utilizzato come colonna sonora dello spot per una nota marca di elettrodomestici italiana per quasi dieci anni a partire dal 1987. Nel 1996 Bonnie Tyler pubblicherà un singolo con la cover di Limelight e sarà invitata da Alan Parsons a cantarla dal vivo durante alcune date dell'On Air World Tour, il tour dell'Alan Parsons Live Project che stava promuovendo l'ultimo album On Air di Alan Parsons.
In The Real WorldCantata da John Miles che, accompagnato dalle chitarre di Bairnson ed il basso di Paton, realizza una ballata molto gradevole ed allegra.
Where's The Walrus?La strumentale Where's The Walrus?, oltre ad essere la più lunga ed articolata del Project, risulta anche una delle miglior strumentali al pari di Mammagamma dell'album Eye in the Sky, tanto da ricevere la nominaton per il Grammy Awards 1986. Lee Abrams durante le registrazioni di Vulture Culture, commentando con Eric Woolfson il testo di un brano che lui considerava banale disse: "Non sento un testo eccezionale. Dov'è il tricheco? non sento il tricheco!" riferendosi ovviamente alla brillante canzone "I Am the Walrus" di John Lennon. Eric memorizzata la frase la propose a Parsons per intitolare la strumentale di Stereotomy in segno di risposta a chi cercava qualcosa di memorabile. Altra caratteristica distintiva della strumentale sono i ben due "falsi finali", il primo con la melodia che scema progressivamente per poi invece riprendere vigore ed il successivo con due secondi di silenzio assoluto per poi riprendere per altri novanta secondi.
Light Of The WorldCantata da Graham Dye, al suo esordio nel Project dove tornerà nel 1990 in Freudiana. Il testo narra delle difficoltà di un uomo a vivere nel mondo moderno di cui non riesce a comprendere le regole.
Chinese WhispersLa breve strumentale è basata sul gioco dei sussurri cinesi, vi sono infatti alcuni frammenti di dialogo pesantemente sovrapposti l'uno sull'altro. Le parole sono tratte dall'opera I delitti della Rue Morgue di Edgar Allan Poe e le voci sono delle due figlie di Woolfson, Sally e Lorna.
(Sally e Lorna Woolfson, Chinese Whispers, Stereotomy - 1986)
Stereotomy TwoIl brano cantato da John Miles è la reprise del brano di apertura che dà il nome all'album. Il puro rock espresso in Stereotomy Two, con le chitarre di Bairnson sfruttate al massimo, esalta la chiusura dell'album ricreando lo stesso effetto già proposto nell'album The Turn of a Friendly Card del 1980 con The Turn Of A Friendly Card (part two), con la ricerca dell'applauso dall'ascoltatore dell'intero disco. La chiusura secca viene espressamente studiata da Parsons per rendere epico il brano di chiusura evitando sfumature o ripetizioni all'infinito della parola stereotomy.

## Formazione[21]

### Leader
- Alan Parsons – sequenze al sintetizzatore (traccia 3), emulator (traccia 6), traffic FX (traccia 3), voci di scienziato (traccia 1), autore testi e musiche (tracce 1,2,3,4,5,6,7,8,9), programming, ingegnere di registrazione, produttore
- Eric Woolfson – sintetizzatore Yamaha DX7 Rhodes (traccia 1,4,9), pianoforte (traccia 7), voci aggiuntive (traccia 1), voci di scienziato (traccia 1), autore testi e musiche (tracce 1,2,3,4,5,6,7,8,9), produttore esecutivo

### Session Man
Cantanti
- John Miles - voce (traccia 1,5,9)
- Chris Rainbow – voce (traccia 2), cori (traccia 1,4,7), vocal FX (traccia 6)
- Gary Brooker - voce (traccia 4)
- Graham Dye - voce (traccia 7), cori (traccia 7)
- Sally Woolfson - voce (traccia 8)
- Lorna Woolfson - voce (traccia 8)
- Steve Dye - cori (traccia 7)

Musicisti
- Ian Bairnson – chitarre (traccia 1,2,3,4,5,6,7), guitar synth (traccia 1,2), basso elettrico (traccia 4), chitarra acustica elaborata (traccia 8), sintetizzatore per chitarra stepp (traccia 9), industrial FX (traccia 1)
- David Paton –	basso (traccia 1,2,3,4,5,6,7,8,9), industrial FX (traccia 1)
- Stuart Elliott – batteria (traccia 1,2,3,4,5,6,7,9), percussioni (traccia 1,2,3,4,5,6,7,9)
- Richard (Trix) Cottle – tastiere (traccia 2), sassofono (traccia 3,6), sintetizzatore (traccia 1,3,4,5,6,7,8,9), sequencer (traccia 1,6)
- Tony Richards - voci di scienziato (traccia 1), traffic FX (traccia 3)
- Noel Rafferty - voci di scienziato (traccia 1)
- The Maifair Studio Gang - party FX (traccia 2)

Orchestra
- The Philharmonia Orchestra - (traccia 1,6,7,9)
- Andrew Powell - Direttore e arrangiamento
- Christopher Warren-Green - Primo violino

## Videoclip
StereotomyPer il singolo Stereotomy viene realizzato un videoclip con tecniche rivoluzionarie ma poco attrattivo visivamente.

## Edizioni
Stereotomy - Expanded Edition (2008)La versione rimasterizzata del 17 marzo 2008 contiene anche 4 tracce bonus e numerose foto del periodo di registrazione e lancio dell'album. Masterizzata a cura di Dave Donnelly e Alan Parsons al DNA Mastering a Studio City in California.

## Stereotomy nella cultura di massa
Il grande LebowskiNel film Il grande Lebowski del 1998, diretto dai fratelli Coen con protagonista Jeff Bridges, quando il protagonista si trova a casa di Maude Lebowski, interpretata da Julianne Moore, nel porta LP di metallo in prima fila vi è l'album Stereotomy del 1986. L'album si intravede in più momenti durante la scena.

## Classifiche
| Nazione       | Miglior posizione in classifica | Settimane di permanenza |
| ------------- | ------------------------------- | ----------------------- |
| Spagna        | 5º                              |                         |
| Paesi Bassi   | 13º                             | 10                      |
| Svizzera      | 13º                             | 6                       |
| Germania      | 15º                             | 14                      |
| Austria       | 15º                             | 2                       |
| Italia        | 17º                             |                         |
| Svezia        | 21º                             | 5                       |
| Canada        | 32º                             |                         |
| Stati Uniti   | 43º                             | 18                      |
| Nuova Zelanda | 49º                             | 10                      |
| Australia     | 50º                             |                         |

## Riconoscimenti

### Nomination
Nel 1986 Alan Parsons riceve una doppia nomination ai Grammy Award per il packaging dell'album Stereotomy e per il brano Where's The Walrus?.
- Grammy Awards 1986 - categoria Best Rock Instrumental Performance (Orchestra, Group or Soloist) - brano Where's The Walrus? dei The Alan Parsons Project.
- Grammy Awards 1986 - categoria Best Album Package - album Stereotomy edizione con controcopertina in plastica rossa e blu dei The Alan Parsons Project.